# Berghaus Hochschneeberg
Das Berghaus Hochschneeberg ist ein mit 55 Betten ausgestattetes Berghotel am Schneeberg in Niederösterreich.

## Lage
Das Berghaus liegt an der Ostseite des Waxriegel auf 1800 Meter Seehöhe direkt an der Endstation Hochschneeberg der Zahnradbahn auf den Schneeberg. Neben dem Berghaus wurde 2009 der neue Bergbahnhof der Schneebergbahn errichtet.

## Sicht
An klaren Tagen bietet sich ein Ausblick auf den Puchberger Talkessel, das Leitha- und das Rosaliengebirge. An besonders guten Tagen eröffnet sich dem Gast eine Sicht weit über den Neusiedlersee bis hin zur Kleinen Ungarischen Tiefebene.
Ein Aussichtspunkt auf einer steil abfallenden Felskanzel im Hang vor dem Hotel wird als „Gruselplatz“ bezeichnet. Seine Benützung verlangt Erfahrung mit Wegen in steilem Felsgelände, die zu Beginn des 20. Jahrhunderts dort vorhandenen Sicherungen sind nicht mehr vorhanden.

## Geschichte
Das Hotel wurde 1898 beim Bau der Schneebergbahn nach Plänen der Theaterarchitekten Helmer & Fellner erbaut. Es besaß bereits damals einen Telefonanschluss und auch eine Poststelle, die den Stempel „Hochschneeberg“ führte.
Kaiser Franz Joseph besuchte am 18. Juni 1902 das Hotel und die Elisabethkirche.
Das Berghaus wurde nach dem Zweiten Weltkrieg modernisiert, befand sich bis 1997 im Besitz der ÖBB und wurde dann an einen Privatmann verkauft. Die Grundstücke seiner Umgebung gehören (wie der Schneeberg allgemein, als Teil des Einzugsgebiets der 1. Wiener Hochquellenwasserleitung) der Stadt Wien oder, soweit sie für den Bahnbetrieb verwendet werden, zur Schneebergbahn. Lebensmittel und anderer Bedarf des Berghauses werden per Zahnradbahn geliefert. Seit der Installation der Wasserleitungen auf den Schneeberg in den Jahren 2005/2006 gibt es auch durchgehend frisches Wasser im Berghaus Hochschneeberg.
Ab 2007 wurde südseitig direkt an das Hotel der neue Bergbahnhof der Zahnradbahn angebaut und 2009 in Betrieb genommen.

## Aufstieg
- Hengstweg: von Puchberg am Schneeberg bis Hengsthütte, weiter über Station Baumgartner; Gehzeit 2–3 Stunden
- Fadensteig: von Losenheim hinauf zum Fadensattel, weiter über die Fischerhütte; Gehzeit 4 Stunden.
- Fischersteig: von Kaiserbrunn bis Naturfreundehaus Knofeleben (ehem. Friedrich-Haller-Haus), über den Wassersteig, Alpleck oder Krummbachstein zum Krummbachsattel; Gehzeit 3–4 Stunden.
- Herminensteig: von Schneebergdörfl; Gehzeit 3 Stunden.

## Bildergalerie

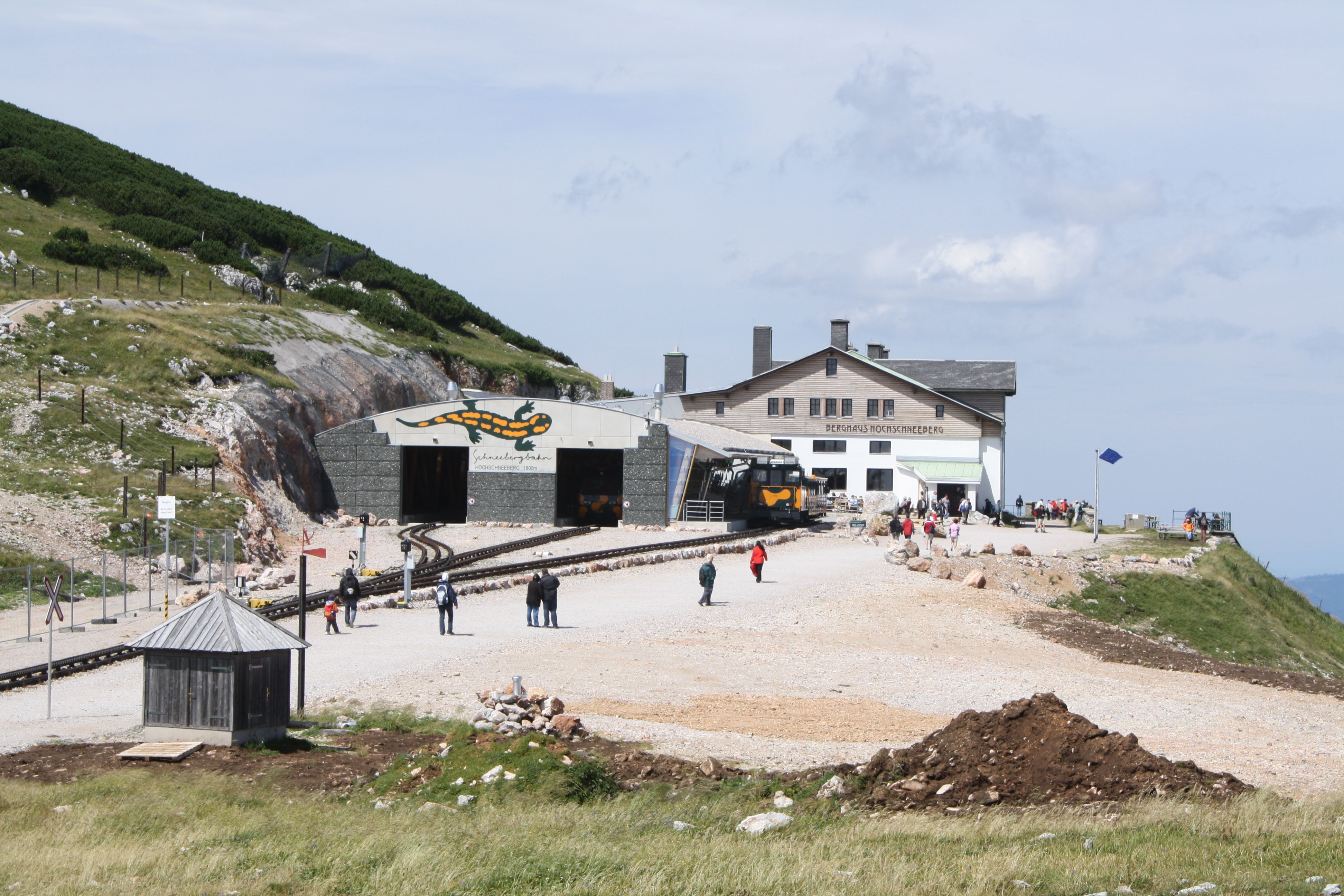
Bergbahnhof der Schneebergbahn, dahinter Berghaus Hochschneeberg
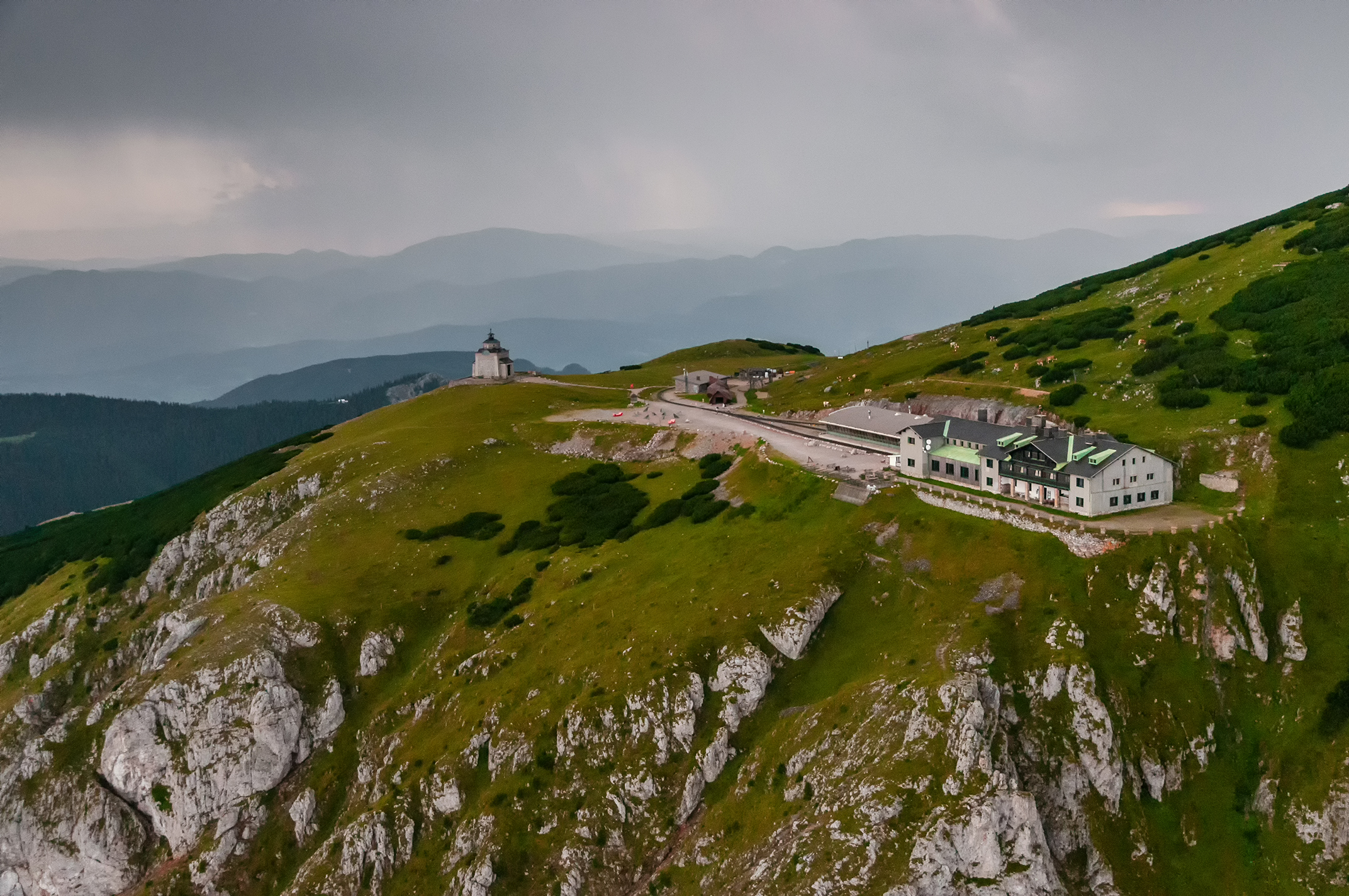
Nordansicht mit Kaiserin-Elisabeth-Gedächtniskirche
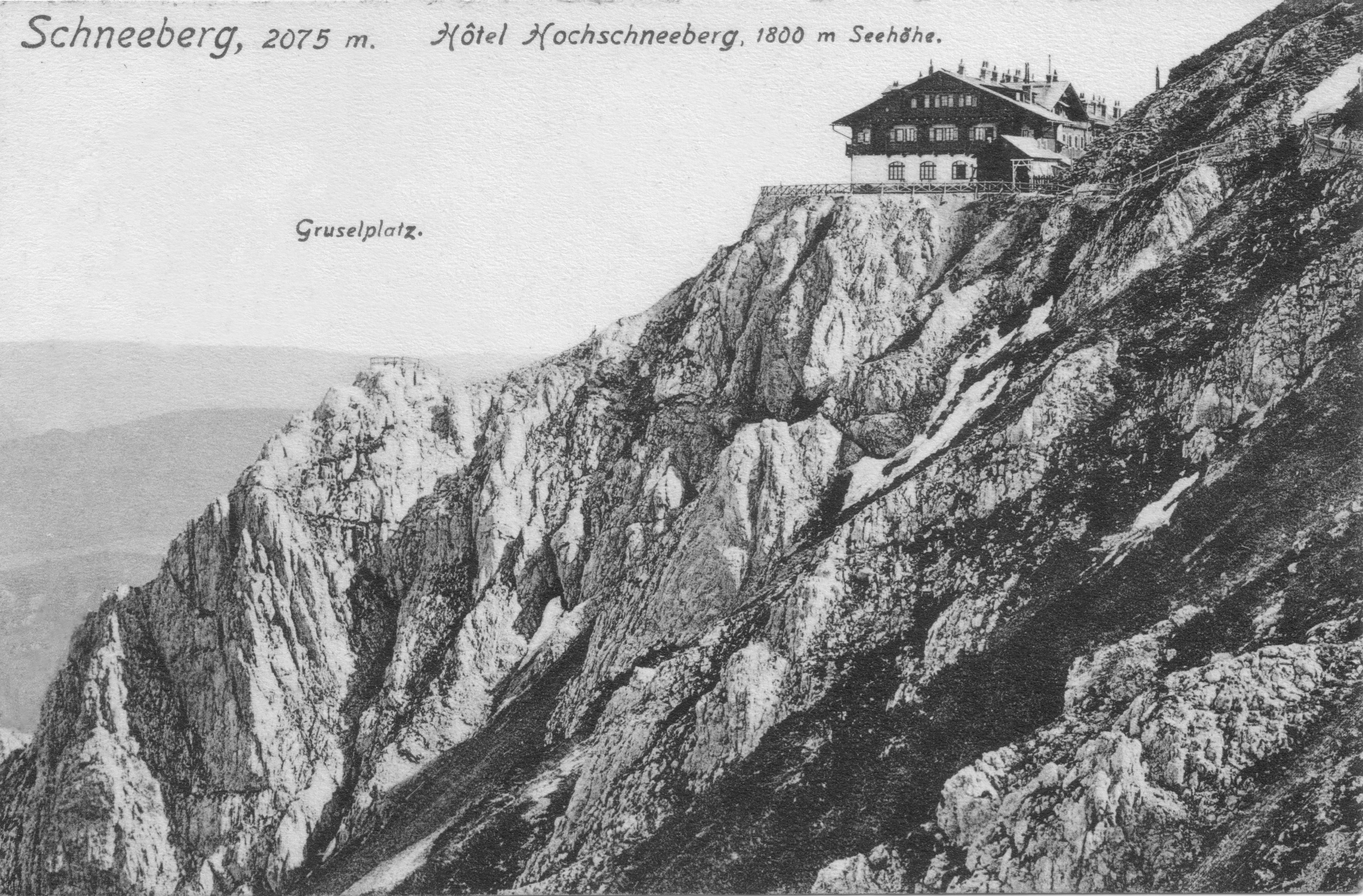
Berghotel Schneeberg mit Gruselplatz (1912)
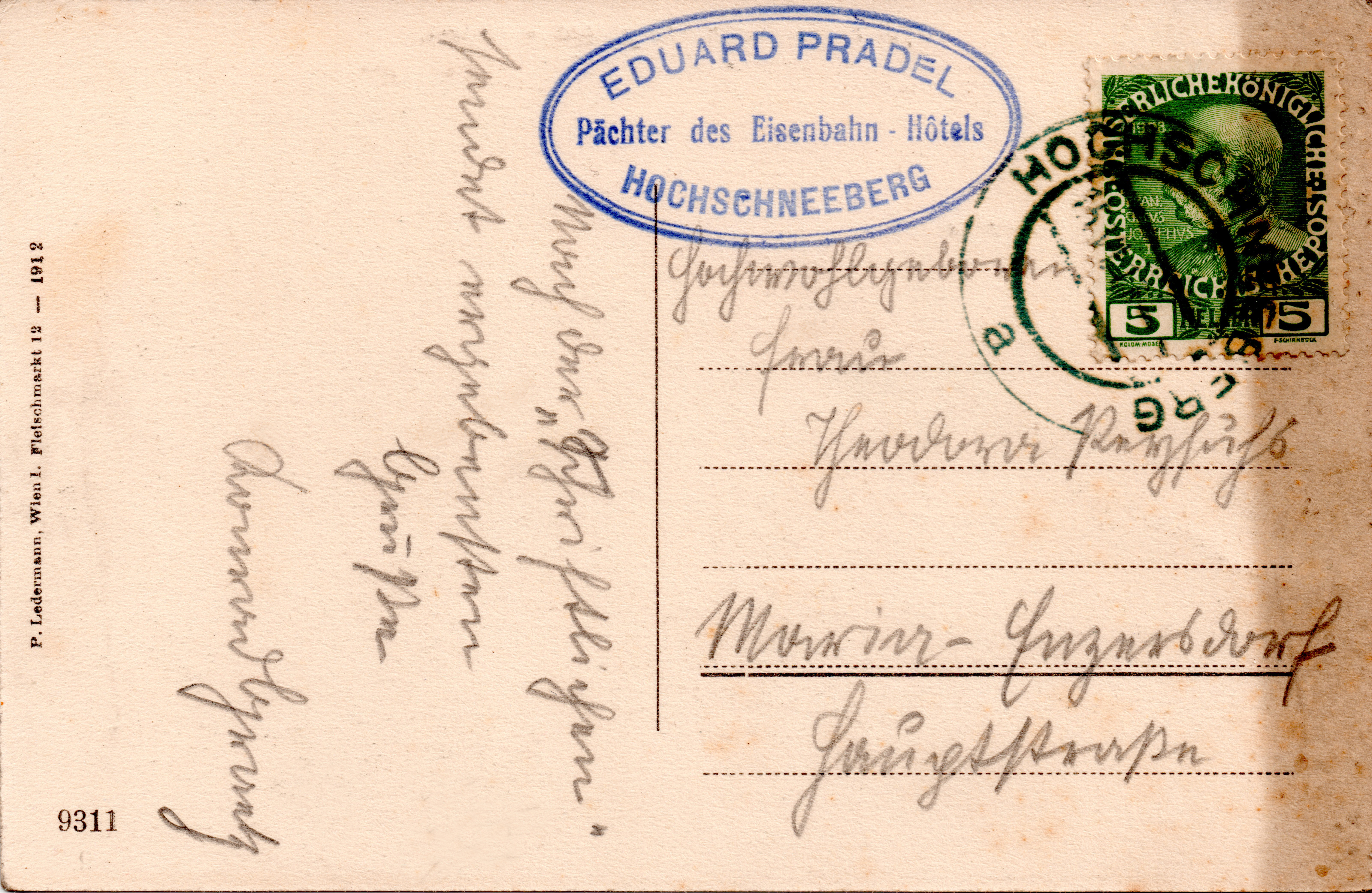
Stempel Poststelle Hochschneeberg, ca. 1912

## Übergang zu anderen Hütten
- Fischerhütte
- Damböckhaus
- Hengsthütte
- Station Baumgartner